# Ciril Jerič
Salezijanec Ciril Jerič je umrl po hudi bolezni v Ljubljanskem kliničnem centru 14. julija 1996 v Ljubljani, v 71-em letu starosti. 
Bil je salezijanski sobrat pomočnik, ki je izpopolnil svoje veselje do risanja in se je dal na slikarske tehnike kot je olje na platno, pa tudi freske. Začel je s klasičnim risanjem, pa je zasledoval tudi sodobne tokove. Končno si je izoblikoval svoj lasten slog, po katerem je na prvi pogled prepoznaven; nanj je očitno vplival tudi priznani slikar-duhovnik Staneta Kregarja. 
Bil je izredno plodovit ustvarjalec, ki je deloval največ v Sloveniji – pa tudi po nekaterih krajih bivše Jugoslavije. Svoja dela je zapustil v mnogih cerkvah, ki so jih upravljali slovenski salezijanci. Med drugimi je naslikal več slik tudi na Rakovniku – največ salezijanskih svetnikov in zavetnikov. Naslikal je tudi slike olje na platno za cerkve v Podgorici, v Beogradu, v Mužlji v Vojvodini, pa tudi v novi cerkvi v Radencih, kjer je naslikal tudi sliko svetih bratov Cirila in Metoda na glavnem oltarju.